# Horné Trhovište
Horné Trhovište je obec na Slovensku, v okrese Hlohovec v Trnavském kraji. Žije zde 574 obyvatel.
V obci je římskokatolický kostel sv. Bartoloměje z roku 1230.